# Irena Gałuszka (fotograf)
Irena Gałuszka (ur. 13 czerwca 1949 w Smolcu, powiat wrocławski) – polska artystka fotograf. Członkini Okręgu Świętokrzyskiego Związku Polskich Artystów Fotografików. Założycielka i dyrektor Galerii Fotografii Miasta Rzeszowa. Prezes Rzeszowskiego Towarzystwa Fotograficznego.

## Życiorys
Irena Gałuszka do ukończenia szkoły średniej mieszkała w Ostrowcu Świętokrzyskim. W latach 1967–1972 studiowała na Wydziale Matematyczno-Fizyczno-Chemicznym Uniwersytetu Wrocławskiego. W 1969 roku po raz pierwszy wyróżniono jej fotografie w studenckim konkursie fotograficznym My Wrocławianie.   
Od 1972 roku związana z rzeszowskim środowiskiem fotograficznym, mieszka i tworzy w Rzeszowie. Miejsce szczególne w jej twórczości zajmuje fotografia krajobrazowa, fotografia kreacyjna, fotografia portretowa oraz fotografia reportażowa. Irena Gałuszka od 1989 roku była członkinią Rzeszowskiego Towarzystwa Fotograficznego, powstałego w 1965 roku – przez sześć kadencji (w latach 1982–1993) pełniła funkcję prezesa Zarządu RTF. W latach 1990–1991 była kierownikiem działu fotograficznego oraz fotoreporterem w Wydawnictwie A-Z. W 1992 roku była inicjatorką i współzałożycielką Galerii Fotografii Miasta Rzeszowa, w której przez wiele lat pracowała na stanowisku dyrektora – do emerytury w 2017 roku. W ramach pracy w Galerii Fotografii Miasta Rzeszowa była inicjatorką, organizatorką i współorganizatorką wielu imprez fotograficznych – m.in. pleneru fotograficznego Łańcut – Medynia (1984), warsztatów Oświetlenie w fotografii (1990), konkursu fotograficznego Biennale Dziecko (1979–1987). W 1993 roku współtworzyła Galerię Debiuty przy Galerii Fotografii Miasta Rzeszowa. Od 1994 roku współpracowała jako fotoreporter z Polską Agencją Prasową.  
Irena Gałuszka jest autorką i współautorem wielu wystaw fotograficznych; indywidualnych i zbiorowych, krajowych i międzynarodowych; w Polsce i za granicą. Jej fotografie były wielokrotnie prezentowane na licznych wystawach pokonkursowych, na których otrzymywały wiele akceptacji, medali, nagród, wyróżnień, dyplomów oraz listów gratulacyjnych. W 1996 roku została przyjęta w poczet członków Okręgu Świętokrzyskiego Związku Polskich Artystów Fotografików (legitymacja nr 731).   
Za pracę na rzecz fotografii i twórczość fotograficzną – w 1988 roku otrzymała Dyplom Honorowy Ministerstwa Kultury i Sztuki, w 2004 roku Nagrodę Zarządu Województwa Podkarpackiego oraz w 2006 roku Nagrodę Miasta Rzeszowa I stopnia.  

## Odznaczenia
- Odznaka „Zasłużony Działacz Kultury” (1985)
- Srebrny Medal Federacji Amatorskich Stowarzyszeń Fotograficznych w Polsce (1985)
- Brązowy Krzyż Zasługi (1987)
- Medal 40-lecia ZPAF
- Medal 150-lecia Fotografii (1989)
- Złota Odznaka Honorowa Federacji Amatorskich Stowarzyszeń Fotograficznych w Polsce (1991)
- Złoty Krzyż Zasługi (2005)
- Brązowy Medal „Zasłużony Kulturze Gloria Artis” (2016)

Źródło

## Wybrane wystawy indywidualne
- Libia Dzień Powszedni (Rzeszów, Warszawa, Płock, Nowy Sącz, Krynica, Bolesławiec 1986)
- Za Chińskim Murem (Rzeszów, Płock, Warszawa 1989)
- Portrety (Bielefeld – Niemcy 1992)
- Kolorowy Zawrót Głowy (Rzeszów, Tarnów 1993)
- Bieszczadzkie Legendy i Portrety (Rzeszów, Zamość, Warszawa 1993)
- Bielefeld Impresje (Rzeszów 1995)
- Rzeszów – Impresje (Bielefeld – Niemcy, Klagenfurt – Austria 1997)
- Twój Brat Mniejszy (Rzeszów 1999)
- Bułgaria – Impresje (Warszawa 1997, Kraków, Wrocław 1998, Poznań, Lublin 1999, Ostrowiec Świętokrzyski 2001)
- Rzeszów – Tajemnicze Zaułki – Detale (Rzeszów 2005)
- Trakl - fotografia inspirowane poezją Georga Trakla (Rzeszów 2007)
- Bułgarskie klimaty (Dąbrowa Górnicza, Warszawa, Łódź 2013)
- Opowieści z Podlasia (Busko-Zdrój 2015)
- Czerwienią i złotem piasku rozpoczyna się zmierzch (Słupsk, Ustka 2015)
- Opowieści z... – Prządki (Rzeszów 2025)[16]

Źródło

## Wybrane publikacje (współautorka zdjęć)
- Almanach polskiej fotografii artystycznej (Warszawa 1979, 1984, 1988, 1990, 1991)
- Mistrzowie polskiego Pejzażu (Kielce 2000)
- Sztuka fotografii (Kielce 2009)
- Encyklopedia Rzeszowa (Rzeszów 2011)
- Nie od razu Rzeszów zbudowano (Rzeszów 2011)
- Rzeszów. Stadion Miejski (Rzeszów 2012)
- Europejski Stadion Kultury 2011/2012 (Rzeszów 2012)
- Rzeszów – inwestycje w latach 2002 – 2013 (Rzeszów 2013)

Źródło